# 스컬핀 작전
미국의 스컬핀 핵 실험 시리즈(영어: United States's Sculpin nuclear test series)는 1990년 10월부터 1991년 9월까지 진행된 7회의 핵실험 시리즈이다. 이 실험들은 아쿠아덕트 작전 시리즈에 이어 진행되었으며, 줄린 작전 시리즈가 선행되었다.

## 샷

### 디스턴트 제니스
디스턴트 제니스 샷에는 하이드로플러스 실험이 포함되었다. 국방 핵국 (DNA)은 컴퓨터 하이드로코드를 사용하여 가능한 폭발 지점에서 여러 범위의 지반 최대 응력 및 속도를 통해 비표준 핵 실험을 검증하는 수단을 개발했다. 이 코드에는 디스턴트 제니스에서 수집된 교정 데이터가 필요했다. 추가 하이드로플러스 실험은 줄린 작전의 헌터스 트로피 샷에서 수행되었다.

## 샷 전체 목록
| 이름            | 일시 (UT)                    | 현지 시간대  | 위치                                                                                 | 표고 + 높이                           | 전달 목적                              | 장치 | 수율           | 낙진                              | 참고                    | 비고                                |
| --------------- | ---------------------------- | ------------ | ------------------------------------------------------------------------------------ | ------------------------------------- | -------------------------------------- | ---- | -------------- | --------------------------------- | ----------------------- | ----------------------------------- |
| Tenabo          | 1990년 10월 12일 17:30:00.08 | PST (–8 hrs) | NTS Area U20bb 북위 37° 14′ 52″ 서경 116° 29′ 42″ / 북위 37.24781° 서경 116.4951°    | 1,871 m (6,138 ft)–600 m (2,000 ft)   | underground shaft, weapons development |      | 140 kt         | Venting detected                  | [ 1 ] [ 4 ] [ 5 ] [ 6 ] |                                     |
| Coso-Bronze - 1 | 1991년 3월 8일 21:02:45.08   | PST (–8 hrs) | NTS Area U4an 북위 37° 06′ 16″ 서경 116° 04′ 29″ / 북위 37.10436° 서경 116.07486°    | 1,254 m (4,114 ft)–333 m (1,093 ft)   | underground shaft, weapons development |      | 3.5 kt         |                                   | [ 1 ] [ 5 ] [ 6 ]       | Simultaneous, same drifts.          |
| Coso-Gray - 2   | 1991년 3월 8일 21:02:45.08   | PST (–8 hrs) | NTS Area U4an 북위 37° 06′ 16″ 서경 116° 04′ 29″ / 북위 37.10436° 서경 116.07486°    | 1,254 m (4,114 ft) +                  | underground shaft, weapons development |      | 8 kt           |                                   | [ 1 ] [ 5 ] [ 6 ] [ 7 ] | Simultaneous, same drifts.          |
| Coso-Silver - 3 | 1991년 3월 8일 21:02:45.08   | PST (–8 hrs) | NTS Area U4an 북위 37° 06′ 16″ 서경 116° 04′ 29″ / 북위 37.10436° 서경 116.07486°    | 1,254 m (4,114 ft) +                  | underground shaft, safety experiment   |      | less than 5 kt |                                   | [ 1 ] [ 5 ] [ 6 ]       | Simultaneous, same drifts.          |
| Bexar           | 1991년 4월 4일 19:00:00.0    | PST (–8 hrs) | NTS Area U19ba 북위 37° 17′ 46″ 서경 116° 18′ 50″ / 북위 37.29603° 서경 116.31379°   | 2,118 m (6,949 ft)–629.4 m (2,065 ft) | underground shaft, weapons development |      | 140 kt         | Venting detected, 0.5 Ci (19 GBq) | [ 1 ] [ 4 ] [ 5 ] [ 6 ] |                                     |
| Montello        | 1991년 4월 16일 15:30:00.071 | PST (–8 hrs) | NTS Area U20bf 북위 37° 14′ 43″ 서경 116° 26′ 33″ / 북위 37.24538° 서경 116.44252°   | 1,961 m (6,434 ft)–641.6 m (2,105 ft) | underground shaft, weapons development |      | 80 kt          |                                   | [ 1 ] [ 5 ] [ 6 ]       |                                     |
| Floydada        | 1991년 8월 15일 16:00:00.0   | PST (–8 hrs) | NTS Area U7cb 북위 37° 05′ 14″ 서경 116° 00′ 10″ / 북위 37.08729° 서경 116.00266°    | 1,280 m (4,200 ft)–502.9 m (1,650 ft) | underground shaft, weapons development |      | 3 kt           |                                   | [ 1 ] [ 5 ] [ 6 ] [ 7 ] |                                     |
| Hoya            | 1991년 9월 14일 19:00:00.005 | PST (–8 hrs) | NTS Area U20be 북위 37° 13′ 32″ 서경 116° 25′ 44″ / 북위 37.22558° 서경 116.42902°   | 1,951 m (6,401 ft)–658 m (2,159 ft)   | underground shaft, weapon effect       |      | 100 kt         |                                   | [ 1 ] [ 5 ] [ 6 ]       | Treaty verification test.           |
| Distant Zenith  | 1991년 9월 19일 15:30:00.067 | PST (–8 hrs) | NTS Area U12p.04 북위 37° 14′ 08″ 서경 116° 10′ 02″ / 북위 37.23568° 서경 116.16731° | 1,921 m (6,302 ft)–263.8 m (865 ft)   | tunnel, weapon effect                  |      | 1.5 kt         | Venting detected, 0.4 Ci (15 GBq) | [ 1 ] [ 4 ] [ 5 ] [ 6 ] | Test included experiment Hydroplus. |

1. ↑  폭탄 실험은 "연속적인 개별 폭발 간의 시간 간격이 5초를 초과하지 않고, 모든 폭발 장치의 매설 지점을 직선으로 연결할 수 있으며, 각 직선 세그먼트가 두 매설 지점을 연결하고 길이가 40킬로미터를 초과하지 않는" 두 개 이상의 폭발로 정의되는 일제 사격 실험일 수 있다.Mikhailov, V. N. “Catalog of World Wide Nuclear Testing”. Begell-Atom. 2014년 4월 26일에 원본 문서에서 보존된 문서.
2. ↑  미국, 프랑스, 영국은 실험 사건에 코드명을 부여한 반면, 소련과 중국은 그러지 않았기 때문에 실험 번호만 가지고 있다(일부 예외 – 소련의 평화적 폭발은 명명되었다). 이름이 고유 명사가 아닌 한 영어로 번역된 단어는 괄호 안에 표시된다. 숫자 뒤에 대시는 일제 사격 사건의 구성원을 나타낸다. 미국은 때때로 이러한 일제 사격 실험에서 개별 폭발에도 이름을 붙였으며, 그 결과 "이름1 – 1(이름2 포함)"이 된다. 실험이 취소되거나 중단된 경우, 날짜 및 위치와 같은 행 데이터는 알려진 경우 의도된 계획을 공개한다.
3. ↑  UT 시간을 표준 현지 시간으로 변환하려면, UT 시간에 괄호 안의 시간을 더한다; 현지 서머 타임의 경우 추가로 1시간을 더한다. 결과가 00:00보다 이르면 24시간을 더하고 날짜에서 1을 뺀다; 24:00 이후이면 24시간을 빼고 날짜에 1을 더한다. 역사적 시간대 데이터는 IANA 시간대 데이터베이스에서 얻었다.
4. ↑  대략적인 지명 및 위도/경도 참조; 로켓 발사 실험의 경우, 알려진 경우 폭발 위치 이전에 발사 위치가 지정된다. 일부 위치는 매우 정확하다; 다른 위치(예: 공중 투하 및 우주 폭발)는 상당히 부정확할 수 있다. "~"는 해당 지역의 다른 실험과 공유되는 예상되는 형식적인 대략적인 위치를 나타낸다.
5. ↑  표고는 해수면 대비 폭발 지점 바로 아래의 지면 높이이며; 높이는 탑, 풍선, 수직갱, 터널, 공중 투하 또는 기타 장치에 의해 추가되거나 제거되는 추가 거리이다. 로켓 폭발의 경우 지면 높이는 "해당 없음"이다. 경우에 따라 높이가 절대적인지 지면에 대한 상대적인지 불분명하다 (예: 플럼밥/존). 숫자나 단위가 없으면 값이 알 수 없음을 나타내며, "0"은 0을 의미한다. 이 열의 정렬은 표고와 높이를 합한 값으로 이루어진다.
6. ↑  대기, 공중 투하, 풍선, 총, 순항 미사일, 로켓, 지표면, 탑, 바지선은 모두 부분적 핵실험 금지 조약에 의해 금지된다. 밀봉된 수직갱과 터널은 지하에 있으며, PTBT 하에서 유용하게 사용될 수 있었다. 의도적인 분화구 형성 실험은 경계선에 있으며; 조약 하에서 발생했지만 때때로 항의를 받았으며, 일반적으로 평화적 사용으로 선언된 경우 간과되었다.
7. ↑  무기 개발, 무기 효과, 안전 실험, 운송 안전 실험, 전쟁, 과학, 공동 검증 및 산업/평화적 사용을 포함하며, 이는 더 세분화될 수 있다.
8. ↑  알려진 경우 실험 항목에 대한 명칭, "?"는 이전 값에 대한 불확실성을 나타내며, 특정 장치에 대한 별명은 인용 부호 안에 표시된다. 이 정보 범주는 종종 공식적으로 공개되지 않는다.
9. ↑  톤, 킬로톤, 메가톤 단위로 추정되는 에너지 수율. 1톤 TNT 환산은 4.184 기가줄(1 기가칼로리)로 정의된다.
10. ↑  알려진 경우 즉발 중성자를 제외하고 대기로의 방사성 방출. 언급된 경우 측정된 종은 요오드-131뿐이며, 그렇지 않으면 모든 종이다. 항목이 없으면 알 수 없음을 의미하며, 지하일 경우 아마도 없음을, 그렇지 않으면 "모두"를 의미한다; 그렇지 않으면 알려진 경우 현장 또는 현장 외부에서 측정되었는지 여부 및 방출된 방사능 측정량을 나타내는 표기법.

## 갤러리
스컬핀 작전
- 디스턴트 제니스 샷을 위한 EMP 실험
- 디스턴트 제니스 샷을 위한 고속 작동 클로저 (FAC)
- 코소 샷을 위한 무장 및 발사 장비. X-유닛, 고전압 전원 공급 장치, 전자 타이머 및 절연 모듈이 보인다.
- 코소 실버 샷을 위한 중성자 발생기.